# John Newland
John Newland (Cincinnati, 23 de novembro de 1917 — Los Angeles, 10 de janeiro de 2000) foi um ator, cineasta, cenógrafo e produtor norte-americano.